# Ceutroni
I Ceutroni (in latino Ceutrones o Centrones) furono un piccolo popolo celtico stanziato sulle Alpi, precisamente nelle valli dell'Isère e dell'Arc, in media e bassa Tarantasia, bassa Moriana e Faucigny. In seguito fecero parte della provincia Alpium Graiarum et Poeninarum. Gaio Giulio Cesare li menziona una sola volta nel De bello Gallico.
Un altro popolo chiamato Centrones, ma stanziato nella Gallia Belgica, viene ricordato da Cesare nel V libro della sua opera.